# Smolnik (Białoruś)
Smolnik (biał. Смольнікі, Smolniki; ros. Смольники, Smolniki) – wieś na Białorusi, w obwodzie brzeskim, w rejonie janowskim, w sielsowiecie Odryżyn, nad Piną.

## Historia
W XIX i w początkach XX w. folwark położony w Rosji, w guberni grodzieńskiej, w powiecie kobryńskim, w gminie Odryżyn. Należał wówczas do dóbr Bałandycze.
W dwudziestoleciu międzywojennym folwark leżał w Polsce, w województwie poleskim, w powiecie drohickim, w gminie Osowce. W 1921 miejscowość liczyła 7 mieszkańców, zamieszkałych w 1 budynku. Wszyscy oni byli Białorusinami wyznania prawosławnego.
Po II wojnie światowej w granicach Związku Sowieckiego. Od 1991 w niepodległej Białorusi.